# 廣域公園前站
廣域公園前站（日语：／ Koiki-koen-mae eki */?）是位於廣島縣廣島市安佐南區，屬於廣島高速交通的廣島新交通1號線（Astram線）車站。

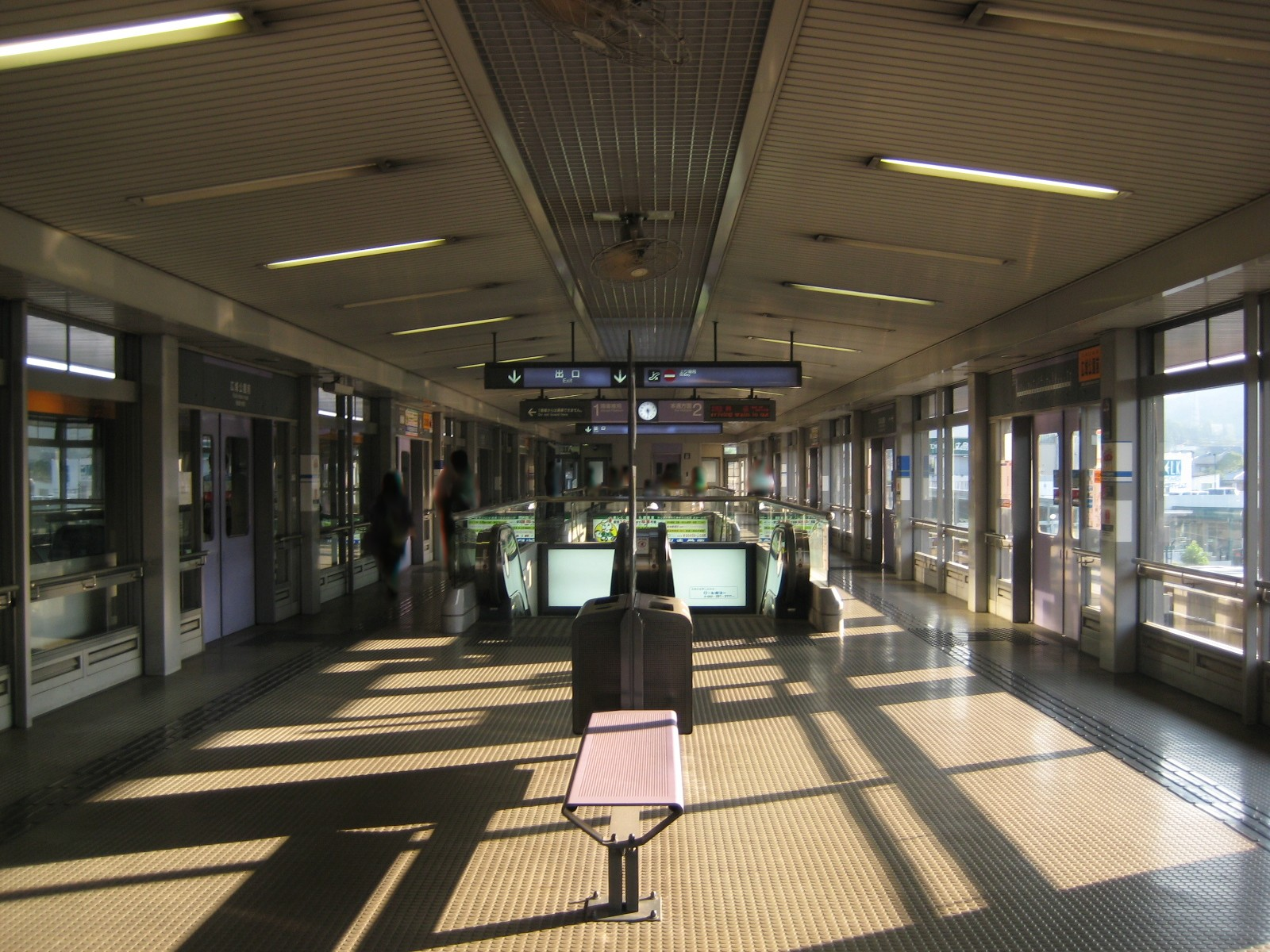
月台（2009年8月）

## 概要
本站現時為Astram線的終點站，並規劃把路線延長至西廣島站，在車站後方還有一段高架路段的引上線。此站設有投幣式儲物櫃，可購買定期券。

## 歷史
- 1994年（平成6年）8月20日 - 車站啟用[1]。
- 1999年（平成11年）3月20日 - 在時間表修正後，此站成為急行列車停車站[1]。
- 2004年（平成16年）3月20日 - 在時間表修正後，取消急行列車班次[1]。
- 2009年（平成21年）8月8日 - 此站開始可以使用PASPY[1]。
- 2015年（平成27年） - 站內廣播與月台發車牌翻新至與新白島站同等級。

## 車站構造
車站是一座架空車站，設有1面2線的島式月台。月台下一層設有售票機和閘機。
車站顏色為■紫色。

### 月台
| 月台 | 路線             | 方向             |
| ---- | ---------------- | ---------------- |
| 1    | ■廣島新交通1號線 | （下車專用月台） |
| 2    | ■廣島新交通1號線 | 本通方向         |

來自本通方向的列車會停靠1號月台下客，然後列車前往引上線，列車再折返至2號月台上客前往本通方向。

## 車站周邊
尤如站名與副站名，廣島廣域公園位於西北方，車站鄰接廣島修道大學正門前。
車站出口連接廣島縣道71號廣島湯來線（與廣島縣道265號伴廣島線重疊區間），該處為廣域公園南口路口。
- 廣島廣域公園陸上競技場（廣島Big Arch、廣島Edion體育場）
- 西風新都（日语：西風新都）
- FORBLE（日语：フォーブル）沼田營業所
- WILLER EXPRESS（日语：WILLER EXPRESS）廣島營業所
- 山陽自動車道五日市交匯處

## 巴士路線
巴士站位於車站下方縣道上。
一般巴士路線的巴士站名稱為「廣域公園前站（修道大學入口）」。從前名為「廣島修道大學」。但是由於會與於廣島修道大學校園內的「廣島修道大學校園」巴士站造成混淆，因此於2007年12月21日改名。廣電巴士五月丘團地、免許中心線（廣島巴士中心/市政廳前 - 高速4號線 - 五月丘團地、駕照中心）和石內線（JR五日市站北出口 - 市立大學前）停靠此站。
高速巴士路線的巴士站名稱為「廣域公園前（修道大學前）」。廣福Liner和防長交通行走於廣島巴士中心和山口縣之間的都市之間巴士路線（廣島線）停靠此站（但是，前往廣島的班次只可下車，從廣島出發的班次只可乘車）。
另外，由FIFA（國際足球協會）主辦、主管的國際足球賽事，於廣島三箭主場館廣島Big Arch體育場中進行比賽時，於比賽前設有免費穿梭巴士服務，行走於站前至體育場。在2015年度後停辦。

## 利用状況
以下數據取自《廣島市統計書》。Astram線公開了「1年總乘車人次」和「1年總下車人次」。1日平均乘車人次數據中，是以當年度的總乘車人次除以365（閏年為366），再取自小數點後1位。Astram線所提供的數據以1,000人為單位，因此，平均數中會有誤差。
| 年度               | 1日平均 乘車人次 | 1年總 乘車人次 | 1年總 下車人次 |
| ------------------ | ---------------- | -------------- | -------------- |
| 1995年（平成07年） | 1,254.1          | 459,000        | 490,000        |
| 1996年（平成08年） | 1,326.0          | 484,000        | 507,000        |
| 1997年（平成09年） | 1,131.5          | 413,000        | 429,000        |
| 1998年（平成10年） | 1,183.6          | 432,000        | 444,000        |
| 1999年（平成11年） | 1,338.8          | 490,000        | 500,000        |
| 2000年（平成12年） | 1,378.1          | 503,000        | 520,000        |
| 2001年（平成13年） | 1,380.8          | 504,000        | 521,000        |
| 2002年（平成14年） | 1,331.5          | 486,000        | 511,000        |
| 2003年（平成15年） | 1,180.3          | 432,000        | 456,000        |
| 2004年（平成16年） | 1,112.3          | 406,000        | 430,000        |
| 2005年（平成17年） | 1,126.0          | 411,000        | 428,000        |
| 2006年（平成18年） | 1,068.5          | 390,000        | 404,000        |
| 2007年（平成19年） | 1,150.3          | 421,000        | 435,000        |
| 2008年（平成20年） | 1,115.1          | 407,000        | 419,000        |
| 2009年（平成21年） | 1,153.4          | 421,000        | 437,000        |
| 2010年（平成22年） | 1,191.8          | 435,000        | 465,000        |
| 2011年（平成23年） | 1,133.9          | 415,000        | 442,000        |
| 2012年（平成24年） | 1,167.1          | 426,000        | 450,000        |
| 2013年（平成25年） | 1,232.9          | 450,000        | 473,000        |
| 2014年（平成26年） | 1,254.8          | 458,000        | 480,000        |
| 2015年（平成27年） | 1,461.7          | 535,000        | 568,000        |
| 2016年（平成28年） | 1,386.3          | 506,000        | 536,000        |
| 2017年（平成29年） | 1,452.1          | 530,000        | 559,000        |
| 2018年（平成30年） | 1,520.5          | 555,000        | 587,000        |
| 2019年（令和元年） | 1,491.8          | 546,000        | 575,000        |

## 相鄰車站
廣島高速交通
廣島新交通1號線（Astram線）
大塚－廣域公園前

## 注腳
1. 1 2 3 4 5  曾根悟（監修）. 朝日新聞出版分冊百科編集部（編集） , 编. . 週刊朝日百科. 30号 モノレール・新交通システム・鋼索鉄道. 朝日新聞出版. 2011-10-16: 25 （日语）.
2. ↑   (PDF). 廣島高速交通.   [2017-08-08]. （原始内容存档 (PDF)于2021-06-02） （日语）.
3. ↑  広電最新情報　2007年 10～12月 （页面存档备份，存于）（日語）（廣島電鐵官方網站內），當中記述了改名情況。
4. ↑  . サンフレッチェ広島.   [2015-05-12]. （原始内容存档于2012年12月30日） （日语）.
5. ↑  . サンフレッチェ広島.   [2015-05-12]. （原始内容存档于2015年4月14日） （日语）.

## 外部連結
- Astram線　官方網站 （页面存档备份，存于）（日語）